# Eobrachiella elegans
Eobrachiella elegans är en kräftdjursart som först beskrevs av Richiardi 1880.  Eobrachiella elegans ingår i släktet Eobrachiella och familjen Lernaeopodidae. Inga underarter finns listade i Catalogue of Life.